# Mocta Douz
Mocta Douz là một đô thị thuộc tỉnh Mascara, Algérie. Dân số thời điểm năm 2002 là 8.624 người.